# Варвари (филм)
Варвари је српски филм из 2014. године, дебитантско остварење Ивана Икића.
Филм је своју премијеру имао 6. јула 2014. године на Међународном филмском фестивалу у Карловим Варима, а премијеру у Србији 24. јула 2014. године на Фестивалу европског филма на Палићу.

## Радња
Дана 17. фебруара 2008. Косово је прогласило независност, а Влада Србије одлучује да у Београду организује велики протест, како би грађани Србије изразили свој протест због тога. Лука, проблематични тинејџер на прагу пунолетства, одраста у Младеновцу, девастираном индустријском месту на ободу Београда, где, заједно са својим најбољим другом Флешом, води навијаче локалног фудбалског клуба. Лука, приликом ненајављене посете социјалне раднице, сазнаје да је његов отац, за кога је веровао да је нестао на Косову, заправо жив и да се распитује за њега преко центра за социјални рад, али да то његова мајка скрива од њега. Растрзан између породичних проблема, притиска условне осуде и осећања према девојци коју не може да има, Лука пуца и сломи ногу фудбалеру локалног клуба, због чега падне у немилост људи којима је пропала инвестиција и који желе освету због тога, те се чак и његови пријатељи почињу дистанцирати од њега.
Када Лукина навијачка група крене организовано за Београд на протест против отцепљења Косова, он користи прилику да побегне из града и крене у потрагу за оцем. Док хулигани на београдским улицама демолирају све пред собом Лука покушава да скупи снагу за судбоносни сусрет са својим оцем који га одавно напустио.

## Улоге
| Глумац             | Улога             |
| ------------------ | ----------------- |
| Жељко Марковић     | Лука              |
| Ненад Петровић     | Флеш              |
| Јасна Ђуричић      | Лукина мајка      |
| Марина Воденичар   | Социјална радница |
| Мирко Влаховић     | Лукин отац        |
| Ацо Ћировић        | Тихомир           |
| Александар Питулић | Питулић           |
| Марија Ракић       | Стефана           |
| Лидија Поповић     | Нина              |